# مبارك المبيريك
الأمير مبارك بن ناصر بن مبيريك كان أمير القصيم .

## حياته
لقد بزغ نجم مبارك بن مبيريك في معارك تأسيس البلاد فكان أحد طلائع جيل الملك عبد العزيز حيث شارك في عدة معارك منها معركة كنزان الشهيرة عام 1333هـ، وكذلك في معركة السبلة عام 1347هـ، ولقد اختير أميراً لمنطقة القصيم كافه على فترتين فكانت:
الفترة الأولى من 1342هـ حتى سنة 1346هـ.
الفترة الثانية من 1348هـ حتى سنة 1354هـ.
وهو من أهل الرياض ليس من القصيم.

## وفاته
توفي مبارك بن مبيريك في عام 1387هـ.